# Haut prussien
Vous pouvez aider à l'améliorer ou bien discuter des problèmes sur sa page de discussion.
- Il ne cite pas suffisamment ses sources. Vous pouvez indiquer les passages à sourcer avec {{référence nécessaire}} ou {{Référence souhaitée}}, et inclure les références utiles en les liant aux notes de bas de page. (Marqué depuis février 2023)
- Son texte doit être wikifié : il ne correspond pas à la mise en forme Wikipédia (style, typographie, liens internes, liens entre les wikis, etc.). (Marqué depuis février 2023)
- La traduction doit être revue. Le contenu est difficilement compréhensible à cause d’erreurs de traduction, peut-être dues à l’utilisation d’un logiciel de traduction automatique. (Marqué depuis février 2023)

- Archive Wikiwix
- Bing
- Cairn
- DuckDuckGo
- E. Universalis
- Gallica
- Google
- G. Books
- G. News
- G. Scholar
- Persée
- Qwant
- (zh) Baidu
- (ru) Yandex
- (wd) trouver des œuvres sur Wikidata

Le haut prussien (en allemand : Hochpreußisch) est un groupe de dialectes moyen-allemands orientaux parlés dans la région de l'ancienne Prusse orientale, dans l'actuelle voïvodie de Varmie-Mazurie (en Pologne) et l'oblast de Kaliningrad (en Russie). Le haut prussien s'est développé aux XIIIe et XVe siècles, avec la migration de colons allemands originaires principalement de Silésie et de Thuringe. Ce dialecte possède un substrat vieux-prussien.

## Classification

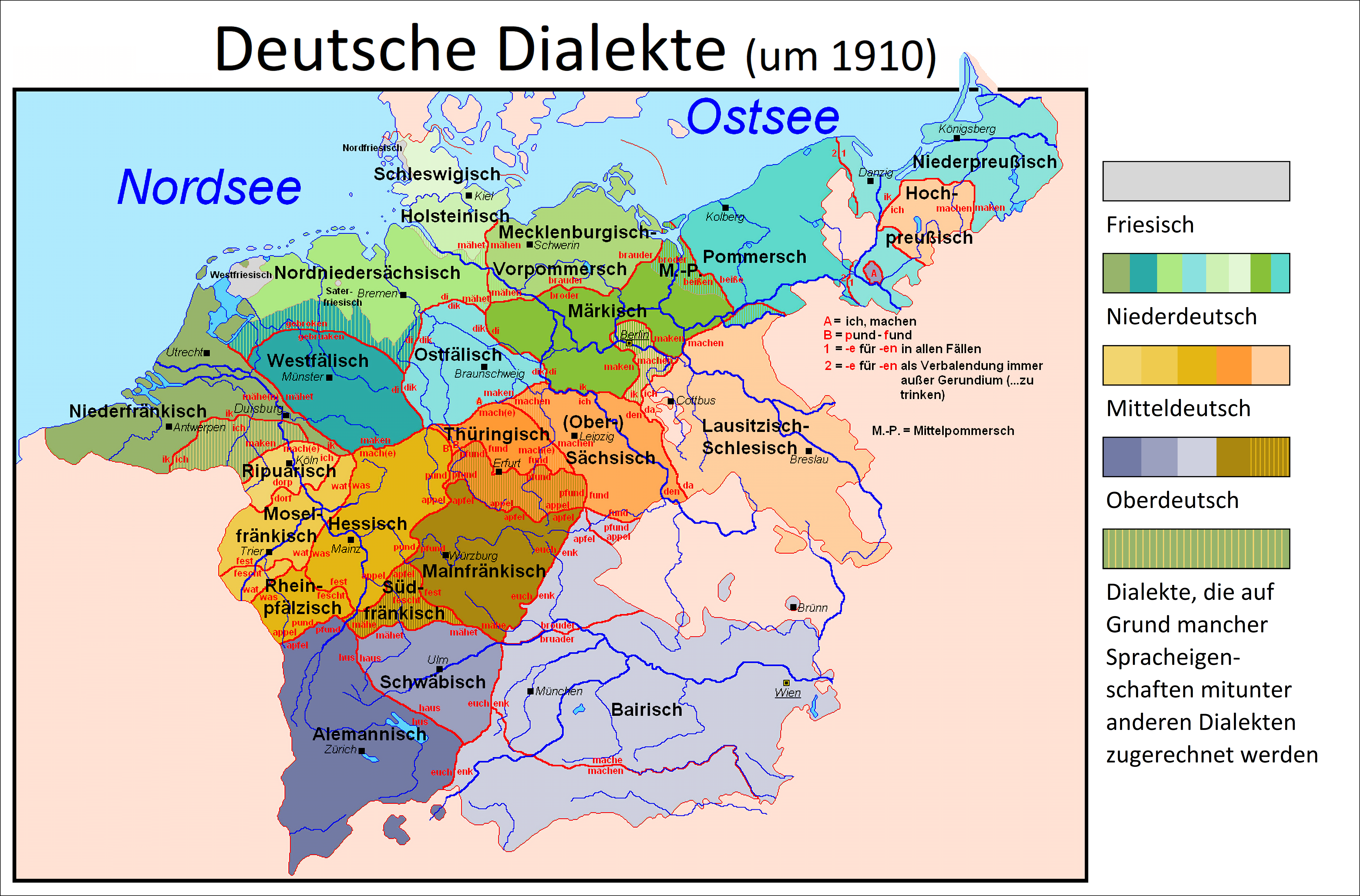
dialectes allemand et néerlandais en 1910. La diffusion géographique de la langue haute prussienne (Hochpreußisch) peut être vue à l'Est

Le haut prussien est un dialecte d'Allemagne centrale formellement parlé en Prusse. Il est séparé de son seul dialecte allemand adjacent, le bas prussien, par la ligne Benrath et la ligne Uerdingen, ce dernier dialecte étant le bas allemand. C'était autrefois l'une des frontières linguistiques, sinon la plus dure, au sein des dialectes allemands.
Il partage certaines caractéristiques avec le bas prussien, le différenciant des autres dialectes d'Allemagne centrale à l'est de la ligne de Germersheim.
Ces borussismes sont :
- Perte de /-n/ dans les infinitifs ( mache pour machen allemand standard , "faire");
- conservation du préfixe //ge-// dans le participe parfait passif (comparer Meckelenburg allemand hei is lopen en bas prussien, he is jelopen ) (ceci est courant en allemand central et en haut allemand, mais rare en bas allemand);
- prononciation trop ouverte de /ɛ/ ( schnall, Ack - schnell ("rapide"), Eck ("coin"))
- délabialisation ( Kenig, Brieder, Freide, Kreiter - König ("roi"), Brüder ("frères"), Freude ("amis"), Kräuter ("herbe"));
- nuscht au lieu de nichts allemands standard ("rien"); et
- préférence pour les suffixes diminutifs : kommche, duche, Briefchedräger, et bas prussien de lewe Gottke - kommen ("venir"), du ("vous"), Briefträger ("facteur"), der liebe Gott ("bon Dieu")) - et des diminutifs sans tréma (Hundchen, Katzchen, Mutterchen - Hündchen ("petit chien"), Kätzchen ("petit chat/ chaton") Mütterchen ("mère/femme âgée")).

## Histoire

### Origine du dialecte
J.A. Lilienthal, un enseignant de Braunsberg, a enregistré pour la première fois le terme "Breslauisch" pour le haut prussien comme endonyme en Warmie en 1842. Par la suite, il a été considéré comme évident que Warmia était colonisée par des Silésiens, qui ont apporté leur dialecte avec eux. Sur la base d'une comparaison de la toponymie, au moins pour les Oberländer, la Thuringe était également considérée comme une origine potentielle. L'hypothèse dominante était que la classe supérieure émigrant en Prusse, dont on sait que la plupart venaient de Thuringe, aurait amené ses paysans avec elle. Walther Mitzka a contesté cette insistance à n'utiliser que des critères linguistiques. Il a déterminé que le haut prussien s'écartait des caractéristiques silésiennes reconnues comme telles dans la linguistique, ce qui l'a amené à conclure que le haut prussien ne pouvait pas être d'origine silésienne. Au lieu de cela, dans les dialectes de l'Allemagne du centre-est, il a trouvé la plus grande affinité linguistique avec les dialectes de la Basse-Lusace, dont le noyau se situait entre Lübben à l'ouest et Guben à l'est. Sur la base de ces découvertes, Mitzka a développé la théorie selon laquelle les colons d'Allemagne centrale, dont l'arrivée peut être déterminée avec précision par de nombreux faits tangibles, ont quitté Mark Lausitz entre 1290 et 1330, lorsque les troubles politiques ont rendu l'installation en Prusse plus attrayante.
Erhard Riemann a testé la théorie de Mitzka en utilisant une toponymie supplémentaire et a conclu que le matériel n'était pas suffisant pour permettre une localisation fiable de l'origine du haut prussien. Alors que la propagation de mots comme brüh ("chaud") et Mache ("fille") conduirait à la conclusion que le haut prussien est d'origine silésienne, d'autres mots le contredisent. Ceux-ci conduisent à différents dialectes régionaux dans l'est de l'Allemagne centrale ou à des régions encore plus larges. D'après Riemann, il faut donc compter avec un plus fort mélange d'origines des colons et, en dérivant Breslau, il faut se contenter d'affirmer que son origine se situe quelque part dans une très vaste zone de l'est de l'Allemagne centrale , au sein de laquelle la Basse-Silésie et la Basse-Lusace peuvent avoir formé des points focaux.

### Destin après 1945
Presque tous les haut-parleurs prussiens ont été évacués ou expulsés de Prusse après 1945. Depuis que les expulsés se sont dispersés dans toute l'Allemagne de l'Ouest (à quelques exceptions près, comme la colonie d'Ermländer sur une ancienne zone d'entraînement militaire à Heckenbach/Eifel), les dialectes sont maintenant moribonds.  La plupart des locuteurs du haut prussien non expulsés après la Seconde Guerre mondiale ont déménagé de la Pologne vers l'Allemagne de l'Ouest dans les années 1970 et 1980 en tant que soi-disant rapatriés tardifs ( Spätaussiedler ). Aujourd'hui, la langue est presque éteinte, car son usage est limité à la communication au sein de la famille et aux rassemblements d'expulsés, où elle est parlée par nostalgie. En Pologne, la langue des quelques personnes non déplacées a été soumise à une répression sévère après 1945, ce qui signifie que l'utilisation active de la langue était encore plus faible qu'en Allemagne.  Dans les deux pays, les dialectes du haut prussien n'ont pas été transmis à la génération suivante, par conséquent, il reste peu de locuteurs âgés. La minorité allemande de Pologne, reconnue depuis 1991, utilise l'allemand standard.

## Distribution géographique

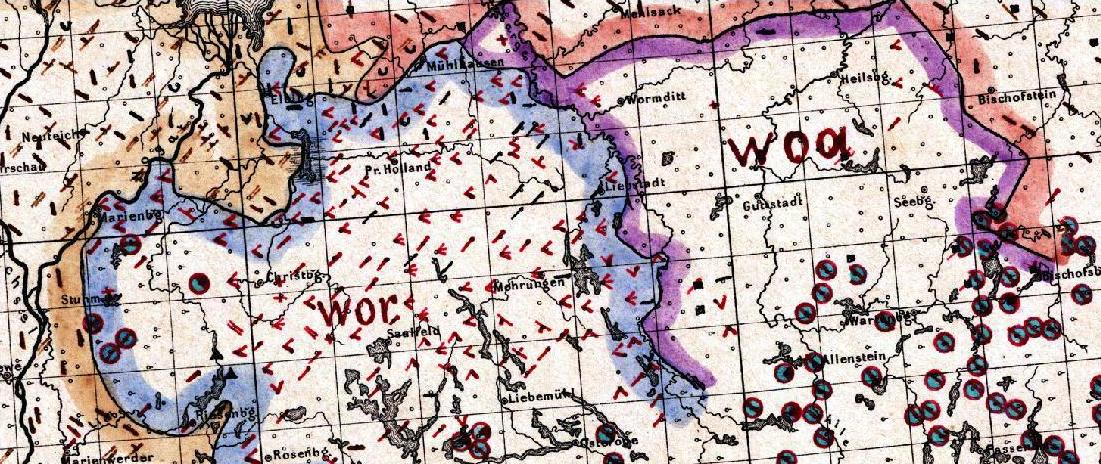
L'Isoglosse wor - woa marque la frontière entre Oberländisch (à gauche) et Beslausch (à droite)

Les dialectes de la haute prusse étaient principalement parlés dans la région catholique de Warmie et Oberland de Prusse orientale, région au-delà de la rivière Passarge à l'ouest (autour de Preußisch Holland et Mohrungen ), subdivisée en Breslau(i)sch (de Silesian Breslau ) et Oberländisch . Ils étaient séparés de la zone dialectale du bas prussien par l' isoglosse de la ligne Benrath à l'ouest, au nord et à l'est; au sud, ils bordaient la région dialectale polonaise de la Mazurie. Les endroits où on parlait l'Oberländisch comprenaient Marienburg, Preußisch Holland et Freystadt.

## Breslauisch

### Distribution géographique
Le Breslauisch (aussi: Breslausch, Ermländisch) était principalement parlé entre les villes de Wormditt, Heilsberg, Bischofsburg et Allenstein. Cette zone est presque identique à la partie de l'ancienne principauté épiscopale d'Ermland gouverné par l'évêque, qui l'a colonisé avec des paysans d'Allemagne centrale. La partie nord a été peuplée de locuteurs du bas allemand.

### Phonologie
Les caractéristiques linguistiques du consonantisme sont:
- Le préfixe //er-// apparaît comme [dəɐ] (dəɐfrīzə - erfrieren ("gel à mort"));
- / b / en position initiale est principalement réalisé comme [b], rarement comme [p] (pauəɐ, potəɐ, puš pour l'allemand standard Bauer ("fermier"), Butter ("beurre"), Busch ("buisson")). Intervocalic / b / est souvent réalisé comme [v] (raiwə, īwə, ferwə, kelwəɐ - reiben ("frotter"), üben ("exercer"), färben ("teindre"), Kälber ("veaux") ). Avant les consonnes, il est normalement réalisé comme [f] (ārfs, hōfk - Erbse ("pois"), Habicht ("faucon"));
- Allemand de l'ouest /p/ (allemand standard /pf/) est réalisé comme [f] (fefəɐ, fārt, faif - Pfeffer ("poivre"), Pferd ("cheval"), Pfeife ("tuyau")), uniquement après les nasales et géminé il est réalisé comme [p] (damp, zomp, top, klopə - Dampf ("vapeur"), Sumpf ("marais"), Topf ("casserole"), klopfen ("frapper"));
- /g/ devient [j] dans le préfixe //ge-//, liquides intervocaliques et suivants (jəhālə, morjə - gehalten ("tenu [participe passé de tenir]"), morgen ("demain"). Il devient [g] devant les voyelles avant et les liquides (gestərə, grisə - gestern ("hier"), grüßen ("saluer"). Mot initial il est réalisé comme [k] (ken, endəkain - kein ("non [pronom]"), entgegen ("contre"));
- /k/ peut être soit [c] (kaine, kiŋt - keimen ("germer"), Kind ("enfant")) ou [kʰ] (kal, kop - Kalb ("veau"), Kopf ("tête" ));
- /nt/, /nd/ sont principalement réalisés comme /ŋ/ (biŋə, štuiŋ - binden ("lier"), Stunde ("heure"));
- le mot final /r/ est réalisé comme [ɐ], parfois représenté comme <ø> ; et
- /s/ est réalisé comme [ʃ] après [r] (Borscht - Bürste ("pinceau")).

### Exemple de dialecte
- "Da ermlängsch Baua on da Taiwel" - Der ermländische Bauer und der Teufel ("Le paysan ermlandois et le diable") - Un conte de fées "Im Ärmland scheint der Maund so grauß." - Im Ermland scheint der Mund so groß ("Dans l'Ermland, la bouche semble grande")

## Oberländisch
L'Oberländisch était principalement parlé dans les districts de Preußisch Holland et Mohrungen et dans la zone adjacente à l'est de la Vistule.
Selon l'opinion populaire, l'Oberland a été colonisé aux XIIIe et XIVe siècles par des paysans de Thuringe. On dit qu'ils ont apporté certains de leurs noms de ville avec eux ( Mohrungen - Mohrungen [aujourd'hui un quartier de Sangerhausen ], Saalfeld - Saalfeld et Mühlhausen - Mühlhausen ). Conformément à la théorie de Mitzkas, les noms des villages reflètent simplement l'origine de la classe supérieure qui s'y est installée. De nombreuses fondations de colonies ont été réalisées par le patron du Commendam de Christburg Sieghard von Schwarzburg, originaire de Thuringe. Pour la plupart, les villages allemands de l'Oberland ont été établis entre 1290 et 1330.
Dans la Commendam de Christburg, englobant la majeure partie de l'Oberland, les vieux Prussiens représentaient la moitié des habitants. Par conséquent, l'ancienne langue prussienne a influencé le dialecte allemand de l'Oberland (par exemple, l'ancien prussien mergo : Margell ("fille")).

### Subdivisions supplémentaires
Alors que Breslauisch est un dialecte relativement homogène, le dialecte Oberländisch est imprégné de plusieurs lignes isoglosse, selon Gerog Wenker, qui a recueilli des données vers 1880. Il a affirmé que cela montre un continuum dialectal entre deux formes extrêmes. Il postule que les dialectes du sud-ouest (district de Rosenberg en Prusse occidentale) étaient les plus proches de l'allemand standard tandis que ceux du nord-est (district de Preußisch Holland) étaient les plus proches du Breslauisch. Selon lui, les dialectes de la région entourant Lauck (à l'extrême est de Preußisch Holland) étaient presque identiques au Breslauisch. À son avis, les dialectes locaux de Mohrungen sont des formes de transition.

### Phonologie
Les caractéristiques phonologiques mentionnées ci-dessus pour Breslauisch s'appliquent également principalement à Oberlänisch et sont donc des caractéristiques communes de la Haute Prusse. Les caractéristiques suivantes sont les plus importantes :
- L'Oberländisch conserve /b/ dans toutes les positions als [b] ;
- /r/ est réalisé comme [r] ; et
- La gutturalisation de /nt/ et /nd/ apparaît mot interne seulement (Kint, Kinger - Kind ("enfant"), Kinder ("enfants")).

Teßmann répertorie les caractéristiques suivantes comme importantes :
- Breslauisch /-ich/ est Oberländisch /-ik/ (coda commune d'adjectifs et de chiffres);
- Oberländisch préserve le moyen haut allemand /-er-/, tandis que Breslauisch a /-ar-/ ; et
- il en va de même pour /ɛ/ devenant /a/ en Breslauisch.

### Exemple de dialecte
- Ech schlao dör fohrts met d'm Kochleffel om de Ohre, du Aff! (Wenker-phrase Nr. 11 forme Groß Arnssdorf, approximativement au centre de l'Oberlandisch sprachraum)

August Schemionek a publié l'anecdote suivante en 1881, dans laquelle le sous-dialecte Oberländisch d'Elbing est présenté:
Ein Elbinger kommt nach Dresden und frühstückt im Hotel auf seinem Zimmer, wobei ihm der Napf mit Sahne umfällt. Er eilt nach dem Flur, wo er der Schleuẞerin zuruft : "Trautstes Margellche, öch hoab Mallöhr gehatt, der Schmandtopp es mer umgekäkelt on Salwiött on Teppich eene Gloms. Bring se urschend e Seelader rauffert." Die Schleußerin eilt zum Oberkellner : "Auf Nr. 77 sei ein Ausländer, dem sie kein Wort verstehen könne."
Un homme d'Elbing visite Dresde et prend son petit déjeuner dans sa chambre d'hôtel, lorsqu'il renverse son pot à lait rempli de crème. Il se précipite dans le couloir en disant à la servante de chambre : "Chère madame, j'ai un problème ici, j'ai renversé de la crème et maintenant elle est éclaboussée partout sur la serviette et le tapis. Auriez-vous la gentillesse de m'apporter un chiffon de nettoyage." La fille se précipite vers le gérant : "Il y a un étranger dans la chambre n°77, que je ne comprends pas du tout."
-August Schemionek, Ausdrücke und Redensarten der Elbingschen Mundart, Seite 51f.